# Анос (архонт Абазгії)
Анос (VI або VII ст.) — 1-й архонт Абазгії.

## Життєпис
Відомостей про нього обмаль. Вважається представником місцевої племенної знаті абзгів. Навіть точний період панування його невідомий. Основні відомості містяться в «Дивані абхазьких царів». Мав візантійський титул архонта. Проте повноваження та рівень самостійності невідомий.
За одними відомостями панував в 510—530 роках, за іншими — у 450-х роках. З огляду на це він не міг бути самостійним правителем, а скоріше намісником царів Лазики. Тому можливо він панував після 550 року, коли було придушено антивізантійське повстання царя Північної Лазики — Опсіта. З метою зміцнення тут влади імператор Юстиніан I признначив Аноса архонтом частини Абазгії.

## Наступники
Йому спадкував Гозар, про якого практично відсутні відомості. Правління наступників останнього Іствіне (Юстина) і Фелікта (Пінікта-Юстиніана) припадає на період панування останніх імператорів династії Юстиніана. Архонти Абазгії були повністю залежними від Візантії. Факт спадковості влади, родинні відносини між архонтами є дискусійним. Більше відомостей з'являється з часів Деметре I.